# Novo Goražde
Novo Goražde är en kommun i Bosnien och Hercegovina.   Den ligger i entiteten Republika Srpska, i den sydöstra delen av landet, 60 km öster om huvudstaden Sarajevo.